# Marca vulgaritzada
Marca vulgaritzada és un terme utilitzat en l'àmbit de la propietat industrial per referir-se a algunes marques el nom de la qual passa a ser descriptiu del producte o servei genèric, i no únicament del producte o servei concret que inicialment protegien. Les causes solen ser la monopolització del mercat per part de l'empresa que posseeix els drets de la marca, o una excessiva popularitat d'aquesta. Sol denominar-se a aquestes marques com vulgaritzades o d'ús comú. Per assolir aquest estatus, generalment s'ha de realitzar un procés judicial, iniciat per terceres persones que vegin afectats els seus interessos.
Exemples d'aquestes marques són velcro, Tipp-Ex, pòstit, rimmel, io-io, xupa-xups, donuts i kanikama, entre d'altres. Són especialment importants les dels sectors químic i farmacèutic: querosè, aspirina, heroïna, etc.
No s'ha de confondre les marques vulgaritzades amb les marques blanques (de vegades denominades marques genèriques) o els productes genèrics, especialment els medicaments genèrics.